# ライオンケミカル
ライオンケミカル株式会社は、和歌山県有田市に本社を置く化学工業メーカー。主に蚊取線香や入浴剤などの製造を行う。企業略称は「ライケミ」。

## 概要
1885年（明治18年）創業。1943年（昭和18年）、世界初の蚊取線香自動製造機（1号機）を開発した。1961年（昭和36年）には、業界の発展を願う当時の経営陣がこの特許を公開したが、製造技術が世界に流出して輸出が激減し、これに起因した人事騒動が起きて経営危機に陥った。
1973年（昭和48年）にライオン歯磨（現・ライオン）と業務提携、営業部門を廃し同社の生産受託に専念した。その後、外資系のジョンソンに売却されたのち、1999年（平成11年）には、同じ和歌山県有田市に所在し原材料の取引関係があった三和インセクティサイドの傘下となった。同社傘下入り後は消臭剤や洗浄剤などで独自商品の開発や、三和出身の社長の発案により天然除虫菊を使用した蚊取線香の製造も行う。この蚊取線香の製造には「1号機」も使用されている。2019年には同社と合併。
また、地元和歌山での老舗和菓子メーカーである「総本家駿河屋」（屋号は「総本家駿河屋善右衛門」）は、過去の経営破綻時に三和インセクティサイドのオーナーが再建スポンサーとなり現在の会社を設立した経緯から、当社の完全子会社となっている。

## 製品

「ライオンかとりせんこう」のホーロー看板（左から3枚目）

- 殺虫剤
蚊取線香、ハエ・蚊・ゴキブリ用殺虫剤、ごきぶり全員集合、ライオンエアゾール、ライオン電子蚊取り器など。蚊取線香の成分には合成ピレスロイドを使用したものが主流であるが、同社では天然除虫菊を使用した製品も製造している。
- 衣類用防虫剤
- 日用品等
芳香剤、脱臭剤、入浴剤、保冷剤、廃油処理剤、ペット用虫よけなど。

蚊取線香・衣類用防虫剤・かとりリキッド・入浴剤などの汎用品は、大手ドラッグストアや100円ショップなどで各社のプライベートブランド商品としても販売されている。

## 沿革
- 1885年（明治18年） - 和歌山県有田市にて、個人企業として山彦製粉工場創業。
- 1918年（大正7年） - 山彦製粉工場を法人化し、山彦除虫菊株式会社設立。
- 1939年（昭和14年） - 山彦除虫菊株式会社と、1919年設立の大正除虫菊株式会社が合併。
- 1943年（昭和18年） - 世界初の蚊取線香自動製造機を発明。
- 1961年（昭和36年） - 当時の経営陣が特許を公開[1]。
- 1962年（昭和37年） - ライオンかとり株式会社に社名変更。同年、大阪証券取引所第二部(現在の東京証券取引所スタンダード)に株式上場（当時の証券コードは4994、その後、2002年に東京証券取引所で上場した大成ラミックが取得）。
- 1966年（昭和41年） - 本店を大阪市南区（現・中央区）へ移転。
- 1973年（昭和48年） - ライオン歯磨（現・ライオン株式会社）と業務提携。
- 1991年（平成3年） - ジョンソンがライオンより株式を取得。
- 1992年（平成4年） - 本店を大阪市中央区から和歌山県有田市へ移転。
- 1995年（平成7年） - ジョンソンケミカル株式会社に社名変更。
- 1999年（平成11年） - 株式会社三和がジョンソン株式会社より株式を取得。
- 2001年（平成13年5月） - ライオンケミカル株式会社に社名変更。
- 2008年（平成20年） - 三和出身の田中源悟が社長に就任[1]。
- 2019年（平成31年） - 三和インセクティサイド株式会社と合併[2]

## 事業所
本社・有田工場
和歌山県有田市辻堂1-1
小倉工場
和歌山県和歌山市小倉25
上中島工場
和歌山県有田郡有田川町上中島212
新堂工場
和歌山県有田市新堂267
大阪営業所
大阪府吹田市江坂町1-14-33 TCSビル4階
東京営業所
東京都台東区東上野4-2-3 上野パークビル8階
九州営業所
福岡県福岡市東区多の津1-14-1 FRCビル722号室

## 提供番組

### ラジオ
2025年現在、MBSラジオ、和歌山放送でCMが放送されている。
現在
- 松井愛のすこ〜し愛して★（MBSラジオ・午前11時台の「お天気のお知らせ」の後のコーナースポンサー）
- こんちわコンちゃんお昼ですょ!（MBSラジオ・「吼えるコンちゃん」のコーナースポンサー）
- 服部直樹の全開!月曜日（和歌山放送・毎月第1月曜日の午後3時台の「うずまきのこころ」のコーナースポンサー）
- オールナイトニッポン（ニッポン放送／NRN系列・平日の提供クレジット読み上げのみ、火曜の「星野源」はCMのみ放送）
- ごぶごぶラジオ（MBSラジオ）

過去
- ありがとう浜村淳です（MBSラジオ・9時台天気予報のコーナースポンサー。～2021年9月まで）

### テレビ
2022年現在、テレビ和歌山でスポットCMが放送されている。

### CM出演者
- 近藤光史（ラジオパーソナリティ。MBSラジオのスポットCMに出演）
- ザ・ドリフターズ（ライオン傘下だった時代に出演）ライオンごきぶり全員集合、ライオン歯磨の殺虫剤